# Phacopidae
La familia Phacopidae es un grupo de trilobites facópidos que vivieron desde el Ordovícico Inferior hasta el Devónico Superior, y cuyos representantes se encuentran en todos los paleocontinentes.

## Descripción

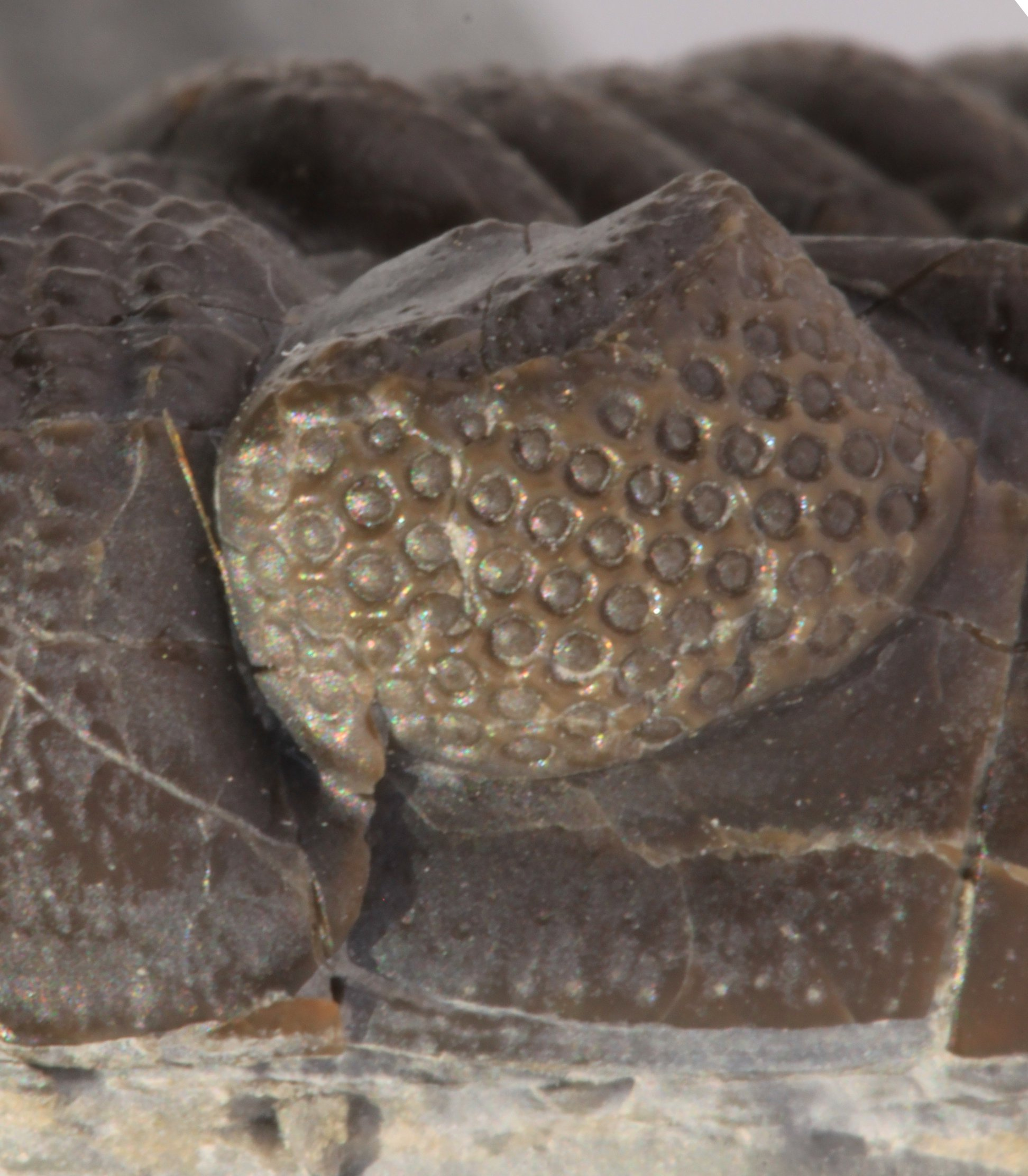
Ojo esquizocroal de Eldredgeops rana

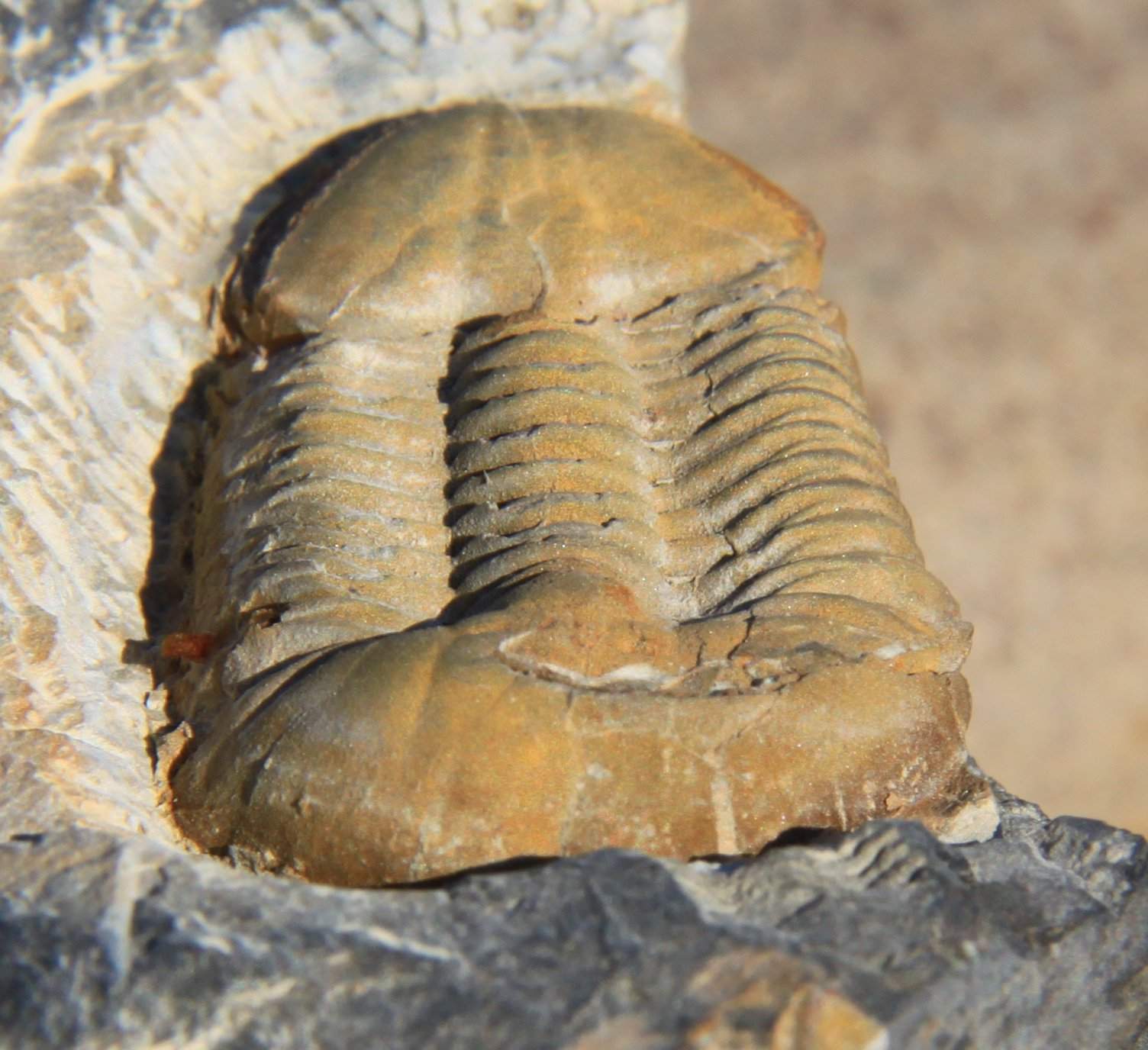
Ductina vietnamica, un facópido que carece de ojos

Como en todos los Phacopina, los ojos (cuando están presentes) son extremadamente grandes (por ejemplo, 0,5 mm en Phacops rana), con lentes separados y sin una córnea común, lo que se conoce como ojos esquizocroales. Sin embargo, algunos facópidos tienen pocos lentes, como las especies de los géneros Cryphops, Denckmannites, Dienstina, Eucryphops, Nephranops y Plagiolaria, o incluso carecen de ojos completamente, como Afrops, Dianops, Ductina y Trimerocephalus. Las líneas de fractura naturales (suturas) de la cabeza corren a lo largo de los bordes superiores del ojo compuesto, y desde la parte posterior del ojo, estas se extienden hacia los costados de la cabeza (propario), no hacia atrás. Delante del ojo, las suturas faciales de ambos lados se conectan por delante de la glabela inflada, lo que hace que las mejillas libres (o librigenae) se fusionen en una sola pieza. En algunos géneros sin ojos, como Ductina, la sutura coincide con la sutura marginal, lo que da la impresión de que está ausente. La parte del esqueleto que está "metida debajo" (la doble cara) no tiene suturas que la crucen, por lo que no forma una placa rostral. El tórax tiene 11 segmentos (aunque rara vez 10), con los lóbulos laterales (pleuras) surcados y facetas articulares bien diferenciadas. El escudo de la cola (o pigidio) siempre es más pequeño que el escudo de la cabeza (o cefalón), lo que se conoce como micropigótica.
En los facópidos, la fusión del lóbulo anterior con los dos pares de lóbulos cercanos de la glabela forma un lóbulo frontal que se extiende hacia adelante y puede inflarse, sobresaliendo del borde frontal. En la parte posterior de la glabela, dos surcos (o a veces uno solo) cruzan la glabela, creando dos anillos llamados "anillo intercalante" y "anillo occipital". El cefalón no termina en espinas genales. Los lóbulos laterales del tórax (o pleuras) tienen extremos redondeados. El pigidio es redondeado, semicircular o más corto, con un margen liso y sin proyecciones laterales o posteriores. En muchos Phacopidae, donde las suturas faciales parecen continuas y bien desarrolladas, evidentemente no eran funcionales durante la ecdisis, ya que no se encuentran mejillas libres separadas.

## Taxonomía
Es probable que los Phacopinae hayan evolucionado a partir de los Pterygometopidae, y el posible taxón hermano de este grupo sea Podowrinella.

## Distribución
La especie más antigua y la única conocida del Ordovícico (Katiano superior) es Sambremeusaspis fossesensis. Los Phacopidae se convirtieron en una familia destacada durante el Silúrico y experimentaron una gran diversidad taxonómica durante el Devónico.

## Géneros
Se incluyen los siguientes géneros: 
- Acernaspis
- Acuticryphops
- Adastocephalum
- Afrops
- Ainasuella
- Altaesajania
- Ananaspis
- Angulophacops
- Arduennops
- Atopophacops
- Babinops
- Boeckops
- Burtonops
- Chotecops
- Cryphops
- Cultrops
- Denckmannites
- Dianops
- Dienstina
- Drotops
- Ductina
- Echidnops
- Echinophacops
- Eldredgeops
- Eocryphops
- Eophacops
- Geesops
- Hypsipariops
- Illaenula
- Kainops
- Liolophops
- Lochkovella
- Magreanops
- Nandanaspis
- Nephranomma
- Nephranops
- Nyterops
- Omegops
- Orygmatos
- Paciphacops
- Pedinopariops
- Phacopidella
- Phacops
- Plagiolaria
- Portlockia
- Prokops
- Rabienops
- Reedops
- Rhinophacops
- Rhinoreedops
- Sambremeusaspis
- Signatops
- Somatrikelon
- Spinicryphops
- Struveaspis
- Struveops
- Tangbailaspis
- Teichertops
- Toxophacops
- Trimerocephalus
- Viaphacops
- Weyerites
- Zaplaops
- Zhusilengops